# ويليام بي. جونسون
ويليام بي. جونسون (بالإنجليزية: William B. Johnson)‏ هو رياضياتي أمريكي، ولد في 5 ديسمبر 1944 في بالو ألتو في الولايات المتحدة.